# Сваты
«Сваты» — украинский комедийный телевизионный сериал студии «Квартал 95». За всё время существования проекта было выпущено семь сезонов сериала, а также мюзикл «Новогодние сваты», спин-офф сериала «Байки Митяя», телепередача «Сваты у плиты», мультсериал «Сватики» и цикл документальных фильмов «Сваты: Жизнь без грима» и «Сваты-6: За кадром».
Премьерные показы сериала «Сваты» в России прошли на телеканале «Россия-1», на Украине — на телеканалах «ICTV» (1 сезон), «Интер» (2—5 сезоны) и «1+1» (6—7 сезон), в Беларуси — на телеканале «Беларусь 1». Премьера первого сезона состоялась 28 декабря 2008 года. Финальная серия сериала вышла в эфир 30 декабря 2021 года.

## Сюжет

### «Сваты» (2008)
Современная семья Ковалёвых — Маша, Максим и их дочка Женя. Молодые родители решают отдохнуть в Италии, но возникает проблема — не с кем оставить ребёнка, а бабушки-дедушки отказываются помочь. В результате неразберихи к внучке приезжают и родители Маши, и родители Максима. Выясняется, что сельские жители, Валентина и Иван Будько, и городские интеллигенты, Ольга и Юрий Ковалевы, просто не переносят друг друга. Вот так, у оказавшихся в одном доме сватов, конечно же возникает конфликт интересов. У каждого свои методы воспитания ребёнка. Начинается борьба за внимание внучки.

### «Сваты 2» (2009)
История происходит в канун 8 марта. Маша на последнем месяце беременности. У неё с мужем Максимом возникает кризис в отношениях. Проблему пытается решить дочь Женя, вызвав бабушек и дедушек. Сваты приезжают и стараются помирить детей, но каждый делает это по-своему.
Маша рожает двойню, мальчика и девочку, 8 марта.

### «Сваты 3» (2009)
Прошло несколько месяцев после событий второго сезона. Наступило лето. Маша и Максим уезжают в Нидерланды, а Женю оставляют в посёлке Кучугуры под присмотром Будько. К ним приезжают Ковалёвы, чтобы помочь присмотреть за внучкой и заодно подготовить её к поступлению в школу.
С этого момента в историю вписывается не менее главный герой — друг, кум, сосед и собутыльник Ивана Будько — Митяй (Дмитрий Александрович Буханкин). В этом сезоне сваты начинают ладить между собой: им вместе приходится вести здоровый образ жизни — не пить, не курить и не есть после 18.00; поддержать Ивана, которого уволили с работы, и даже провести свадьбу сына Митяя.
Благодаря множеству подготовительных уроков Ковалёвых Женя сдаёт экзамены в лицей, но оказывается, что родители хотят устроить её в школу в Нидерландах.

### «Сваты 4» (2010)
Действие происходит через год после событий третьего сезона, и вновь летом.
Сваты уехали в Турцию навестить детей и внуков. Такой отдых омрачается для сватов известием о разводе Ольги и Юрия. Родители Жени отправляют её в детский лагерь «Артек». Бабушки и дедушки отправились в Ялту. Но они туда поехали не столько отдыхать, сколько опекать свою любимую внучку Женечку. Сваты так и не научились жить без внучки, трудно им уживаться и друг с другом. По счастливому обстоятельству Максим находит сватам дом, который они превращают в отель, чтобы в знак благодарности за нахождение временного жилья все заработанные деньги отдать Маше и Максиму. Их главной конкуренткой по бизнесу является соседка Лариса, с которой сваты постоянно ссорятся, в том числе и из-за постояльцев. Спустя некоторое время Юрий мирится с Ольгой, но её родители уже узнают об их разводе, приезжают в отель и больше не принимают Юрия. Но всё же им удаётся уладить конфликт, и Юрий снова женится на Ольге.
Когда родители Ольги уезжают, сваты с удивлением обнаруживают на вокзале Митяя, который для того, чтобы приехать в Крым, продал кур Ивана. Из-за этого тот не собирается принимать своего кума в отель. В итоге сваты используют Митяя для того, чтобы усмирить Ларису, и даже придумывают для него легенду, по которой он является капитаном 3-го ранга. Изначально Митяй добивается внимания Ларисы только с целью угодить сватам, но вскоре по-настоящему влюбляется в неё. Однако тайное становится явным, и Лариса выгоняет Митяя. Вскоре она спасает Женю и находит примирение со сватами, которые потом помогают ей в трудной жизненной ситуации. Затем сваты летят в Грецию для участия в конкурсе отелей и одерживают там победу. За это время Митяй мирится с Ларисой и делает ей предложение, на которое она отвечает согласием. По возвращении сватов Лариса признаётся, что ждёт от него ребёнка.
За всё это время отель сватов посетили множество различных постояльцев, среди которых аферист Валентин Подкопаев (пытался ухаживать за Ольгой), красноярский отдел косметической компании «Kary May» во главе с Ксенией Павловной, Александр Беркович (коллега Юрия, который уже упоминался ранее), начинающая певица Гера (Екатерина) и многие другие.

### «Сваты 5» (2011)
С момента последних событий прошло восемь лет.
Молодые Ковалёвы — Максим и Маша — всё это время жили в Нидерландах, но теперь они решили вернуться на родину. Бабушки и дедушка (Юрий Анатольевич Ковалёв ушёл из жизни три года назад с момента действия сериала от сердечного приступа) с нетерпением ждали встречи со своими внуками, но никто из них не ожидал увидеть весёлую, задорную и милую Женечку в новом облике гота с кучей проблем и конфликтов. Но это только полбеды на головы сватов: ведь есть ещё и двойняшки — Никита и Вика, которые оказались настолько современными и расчётливыми, что чёрная одежда и «чёрный» юмор их старшей сестры покажутся цветочками в сравнении с их выходками. На всё лето внуки попали в общество супругов Будько и Ольги Ковалёвой «на перевоспитание». Александр Беркович, который оказался их соседом, попытался завоевать сердце Ольги, и со временем ему это удалось. В лице Кати, его дочери, Женя обрела подругу, которая оказалась сильной соперницей и в результате отбила у неё парня Кирилла. Но вскоре девушки мирятся, и в итоге Женя возвращается к Кириллу, а Катя начинает романтические отношения с Лёхой — другом детства Жени.
В Кучугуры из Крыма вернулся Митяй с семьёй: женой Ларисой и сыном Артёмом. Валентина научилась водить машину и организовала продовольственный бизнес вместе с Ларисой, Ксенией Павловной и Евгением Борисовичем Жуком.

### «Сваты 6» (2012)
Действие происходит через полгода после событий, которые описаны в «Сватах 5». В 6 сезоне сюжет охватывает почти весь год: с марта и вплоть до Нового года. За это время в жизни главных героев произошло многое. Бабушки и дедушка по-прежнему перевоспитывали нерадивых близнецов и помогали Жене решать проблемы. Ольга Николаевна и Александр Беркович наконец официально оформили свои отношения и поженились. Иван Будько занялся бизнесом, спас страну от бюрократии, отправился на заработки, отравился грибами и отметил юбилей. Женя окончила школу, поступила в институт и встретила свою любовь — художника Евгения Молчанова. Лариса родила девочку — Митяй в третий раз стал папой.
Семья Будько осталась без крыши над головой, а к Буханкиным приехала тёща. Сваты отправились на «Евро-2012», в круиз по золотому кольцу России, в турпоход и в Карпаты, где встретили Новый год.

### «Сваты 7» (2021)
Женя стала совсем взрослой, а бабушки и дедушка по-прежнему активно помогают ей на жизненном пути. Сватов опять ждали путешествия — на этот раз в Беларусь, где сваты чуть ли не рассорились с Буханкиными, и в Грузию, где узнали чуть больше о своём роде. Иван и Валя переехали в новый дом. Также была показана молодость Ивана и Валентины Будько, как складывалась их ранняя семейная жизнь. Герои отметили Масленицу, сосватали внучку, тесно познакомились с родителями её жениха. У Кати и Лёши родился сын — Сан Саныч впервые стал дедушкой, а в конце сезона Женя вышла замуж за англичанина Джека и улетела вместе с ним и его родителями в Англию.

## История создания
В 2008 году в Киеве был снят двухсерийный телефильм «Сваты», премьера которого на Украине состоялась 28 декабря 2008 года (премьера в России — 16 декабря 2009 года). Продолжение проекта не планировалось, однако при показе на телевидении фильм получил высокий зрительский интерес, и поэтому его продлили на второй сезон (который тоже был снят в формате телефильма), премьера на Украине состоялась 10 ноября 2009 года (премьера в России — 17 декабря 2009 года).
Позже фильм был продлён и на последующие сезоны (снятые в формате телесериалов). Их съёмки также велись в основном на территории Украины. При этом некоторые сцены снимали в Москве. Третий сезон снимался летом 2009 года, премьера состоялась 11 ноября на телеканале «Интер», 18 декабря — на телеканале «Россия».
Четвёртый сезон снимали летом 2010 года, в основном в Ялте (в том числе, местами съёмок были частные отели, детский лагерь «Артек», Ливадийский дворец, винодельческий комбинат «Массандра» и другие локации). Несколько серий были сняты в Турции (отдых сватов в начале сезона) и Греции (конкурс отелей в конце сезона). Премьера четвёртого сезона состоялась 15 ноября на телеканале «Интер», а 22 ноября — на телеканале «Россия-1».
У Анатолия Васильева (исполнителя роли Юрия Анатольевича) и Андрея Яковлева (режиссёра, сценариста и продюсера сериала) постоянно происходили споры из-за того, что актёр видит «Сватов» иначе. Анатолий Васильев говорил в интервью: «Мне нравится играть трагикомедию, когда смешно и грустно одновременно. Я переживаю, чтобы мы не скатились до уровня ситкома, где текст говорят почти без остановок, а за кадром звучат смех и аплодисменты». Чтобы добавить красок, Васильев предложил Яковлеву больше разрабатывать характеры героев и снимать в день не по 10, а по 4 сцены. «Мне уже говорят: „Раз ты такой индивидуалист, то снимай своё кино“. А я отвечаю, мол, если на то пошло, то выведите моего персонажа из строя! Можно, например, в Чёрном море его утопить». Из-за этих разногласий после четвёртого сезона актёр ушёл из сериала.
Летом 2011 года снимался пятый сезон, премьера состоялась 5 декабря на телеканале «Интер», 19 декабря — на телеканале «Россия-1».
В 2012 году был снят шестой сезон телесериала, премьера которого состоялась 11 марта 2013 года на телеканале 1+1, 1 октября — на телеканале «Россия-1».
Шестой сезон должен был стать последним. Однако позже, по многочисленным просьбам телезрителей, создатели проекта решили снять продолжение. В апреле 2014 года Фёдор Добронравов заявил, что создатели сериала «хотели в этом году снимать продолжение „Сватов“», но «в связи с событиями» съёмки были отложены. После аннексии Россией украинского Крыма в СБУ заподозрили актеров сериала в незаконном посещении Крыма. По состоянию на 2017 год российским актёрам Фёдору Добронравову, Николаю Добрынину и Людмиле Артемьевой был запрещён въезд на Украину, что также делало невозможным съёмки сериала в этой стране. Из-за незаконного посещения Добронравовым Крыма сериал запретили к показу на Украине, после чего продюсер сериала Владимир Зеленский остановил съемки. По данным СБУ, Добронравов «делал антиукраинские заявления, в которых, в частности, поддержал аннексию Крыма Россией, неоднократно посещал Крым с нарушением установленного украинским законом порядка».
В итоге было принято решение снимать сериал в Беларуси. Съёмки седьмого сезона стартовали в июле 2017 года. Однако 29 ноября 2017 года сериал был запрещён к показу на территории Украины. В связи с запретом съёмки сезона были приостановлены.
Весной 2019 года по решению суда был отменён запрет на показ сериала «Сваты», и Фёдору Добронравову разрешили въезд на Украину. В июне 2019 года Госкино Украины запретило показ второго сезона телесериала. 1 июля 2019 года после двухлетнего перерыва украинский телеканал 1+1 начал повторный показ сериала.
Съёмки седьмого сезона возобновились в январе 2020 года под Минском и проходили до марта. Создатели сняли зимние сцены. Оставшиеся серии планировалось отснять летом 2020 года, но съёмки были отложены из-за пандемии COVID-19.
В начале июля 2021 года съёмки седьмого сезона продолжились в Тбилиси (Грузия). 20 июля этого же года режиссёр сериала Андрей Яковлев заявил о завершении съёмок.
Премьера седьмого сезона состоялась 20 декабря 2021 года на телеканале 1+1, а 27 декабря — на телеканале Россия-1.

### Другие проекты
1 января 2011 года вышел мюзикл под названием «Новогодние сваты». По сюжету в Новый год к супругам Будько приезжают Юрий и Ольга Ковалёвы с внучкой Женей. Тем временем знаменитости, ехавшие на корпоративы, «застряли» в Кучугурах из-за обильного снегопада и заносов на дорогах. В гостинице не хватает мест, и умудрённые опытом в этом бизнесе сваты предлагают свои услуги.
10 декабря 2011 года на телеканале «Интер» состоялась премьера документального проекта «Сваты: жизнь без грима».
В 2012 году вышел спин-офф сериала «Сваты» — «Байки Митяя». Сериал состоит из двадцати серий, объединённых общим сюжетом. Митяй рассказывает о «правдивых» случаях из его жизни жителям села Кучугуры.
В 2012 году на телеканале «Интер» был показан концерт «Сваты — нам 5 лет», посвящённый юбилею сериала.
В 2012 году на украинском телевидении транслировалась кулинарная передача «Сваты у плиты». Ведущие — бабушка Валя (Татьяна Кравченко), прабабушка Людмила Степановна (Ольга Аросева), внучка Женечка (София Стеценко), соседка Лариса (Олеся Железняк) и Митяй (Николай Добрынин).
В 2016 году студией «Квартал-95» выпущен мультфильм «Сватики», состоящий из 20 серий и представляющий собой анимационную версию различных моментов и ситуаций из сериала «Сваты», а также книга «Сваты», написанная по мотивам телесериала.

## В ролях

### В главных ролях
- Фёдор Добронравов — Иван Степанович Будько, отец Маши, супруг Валентины Петровны; водитель и заведующий гаража на хлебозаводе, с 7 сезона — пенсионер, дедушка Жени, Вики и Никиты
- Татьяна Кравченко — Валентина Петровна Будько (Валюха), мать Маши, супруга Ивана Степановича; младший технолог (с 7 сезона — главный) на хлебозаводе, с 7 сезона — пенсионерка, бабушка Жени, Вики и Никиты
- Людмила Артемьева — Ольга Николаевна Беркович (урождённая Котеева), мать Максима, в 1—4 сезонах — супруга Юрия Анатольевича, позже — Александра Александровича Берковича; главный бухгалтер института, бабушка Жени, Вики и Никиты
- Анатолий Васильев — Юрий Анатольевич Ковалёв (Анатолич, Юрик), отец Максима, супруг Ольги Николаевны; профессор философии института, заместитель декана философского факультета, дедушка Жени, Вики и Никиты. Умер между событиями 4 и 5 сезонов (сезоны 1—4, мюзикл)
- Александр Феклистов — Александр Александрович Беркович (Сан Саныч, Сан Саныч - Беркович), с 6 сезона — супруг Ольги Николаевны; с конца 3 сезона — проректор, с 5 сезона — ректор института, с конца 5 сезона — член-корреспондент РАН, отец Екатерины, коллега Юрия Анатольевича (сезоны 4—7)
- Ульяна Иващенко (1—2 сезоны) / София Стеценко (3—4 сезоны, мюзикл) / Анна Кошмал (5—7 сезоны) — Евгения Максимовна Ковалёва, внучка сватов, дочь Маши и Максима, невеста/жена Джека
- Тимофей Проць (2 сезон, 2 серия) / Константин Чернокрылюк (5—7 сезоны) — Никита Максимович Ковалёв, внук сватов, сын Маши и Максима (сезоны 2, 4—7)
- Елизавета Проць (2 сезон, 2 серия) / Анна Полищук (5—7 сезоны) — Виктория Максимовна Ковалёва, внучка сватов, младшая дочь Маши и Максима (сезоны 2, 4—7)
- Николай Добрынин — Дмитрий Александрович Буханкин (Митяй), друг и кум Ивана Будько, с конца 4 сезона — супруг Ларисы Викторовны, отец Андрея, Артёма и Нади (сезоны 3—7, мюзикл)
- Олеся Железняк — Лариса Викторовна Буханкина (по бывшему мужу — Колесникова), с конца 4 сезона — супруга Дмитрия Александровича, мать Артёма и Нади (сезоны 4—7)

### В  ролях
- Инна Королёва — Мария Ивановна Ковалёва (урождённая Будько), дочь Будько, крестница Митяя, супруга Максима, мама Жени, Вики и Никиты (сезоны 1—2, 4—7)
- Денис Роднянский (1 сезон) / Даниил Белых (2—7 сезоны) — Максим Юрьевич Ковалёв, сын Ковалёвых, супруг Маши, папа Жени, Вики и Никиты
- Александр Игнатуша — Алексей Алексеевич Петров (Алексеич), майор милиции (сезон 3) / подполковник полиции (сезоны 5—7), участковый в Кучугурах, супруг Любови Георгиевны, отчим Лёхи (сезоны 3, 5—7)
- Маргарита Шубина — Любовь Георгиевна Петрова, мать Лёхи, супруга Алексея Алексеевича (сезоны 3, 6—7)
- Семён Фурман — Евгений Борисович Жук (Борисыч), сельский олигарх-предприниматель (сезоны 3, 5—7)
- Ольга Аросева — Людмила Степановна Котеева, мать Ольги Николаевны, бабушка Максима, прабабушка Жени, Вики и Никиты, профессор педагогики (сезоны 4—5)
- Владимир Зельдин — Николай Николаевич Котеев, отец Ольги Николаевны, дед Максима, прадед Жени, Вики и Никиты, генерал милиции в отставке (сезоны 4—5)
- Александр Невзоров (3 сезон) / Евгений Капорин (5—7 сезоны) — Алексей Кириллович Долдонов (Лёха), сын Любови Георгиевны и Кирилла Анатольевича Долдонова, пасынок Алексея Алексеевича, друг Евгении Ковалёвой; парень, с 7 сезона — муж Екатерины Беркович (сезоны 3, 5—7)
- Марина Сердешнюк — Екатерина Александровна Беркович, дочь Берковича, подруга Евгении Ковалёвой; девушка, с 7 сезона — жена Лёхи (сезоны 5—7); ранее — школьница в массовке (сезон 3, серия 12)
- Алексей Кирющенко — Кирилл Анатольевич (в 7-м сезоне ― Александрович) Долдонов (Кирюха), биологический отец Лёхи (сезоны 5—7)
- Антон Письменный — Артём Дмитриевич Буханкин, сын Митяя и Ларисы (сезоны 5—6)
- Денис Шепотинник — Кирилл Александрович Арсентьев, парень Евгении Ковалёвой (сезон 5)
- Андрей Бирин — Джек, парень/муж Евгении Ковалёвой, англичанин (сезоны 6—7)
- Александр Гаврилюк (озвучивание — Андрей Бирин) — Евгений Михайлович Молчанов, парень Евгении Ковалёвой (сезон 6)
- Михаил Трухин — Павел Павлович (Палыч), директор дома культуры в Кучугурах (сезон 7)

### В эпизодах
- Дмитрий Сова — Андрей Дмитриевич Буханкин, сын Митяя от первого брака, крестник Ивана Будько (сезон 3)
- Галина Опанасенко (сезон 6) — Никитична (сезоны 3, 5—6)
- Олег Комаров — Валентин Сергеевич Подкопаев, «Валик-Тюменец», бригадир буровой бригады, аферист (сезоны 4, 6)
- Олеся Жураковская — Ксения Павловна, бизнес-леди (сезоны 4—6)
- Валерий Гурьев — Павел Валентинович, сослуживец Ивана, бывший десантник, депутат Ялтинской городской думы (сезоны 4, 6)
- Сергей Кучеренко — Айрис, сослуживец Ивана, бывший десантник (сезоны 4, 6)
- Сергей Бойко — Георгий (Жора), сослуживец Ивана, бывший десантник (сезоны 4, 6)
- Иван Добронравов — милиционер, задерживающий Ивана Будько (сезон 4, серия 4)
- Анна Саливанчук — Гера (Екатерина), начинающая певица (сезон 4, серия 10)
- Сергей Серов — Георгий Крутоголов (Гоша), участник конкурса на лучший отель (сезон 4, серия 16)
- Ирина Серова — Нина Крутоголова, жена Гоши (сезон 4, серия 16)
- Дарина Лобода — Зоя Михайловна Беркович, бывшая жена Александра Александровича, мать Кати (сезоны 5, 7)
- Эммануил Виторган — Александр Анатольевич Беркович, отец Берковича-младшего (сезон 5)
- Елена Сафонова — Элеонора Леонидовна Беркович, вторая жена Александра Анатольевича (сезон 5)
- Нина Касторф — Маргарита (Марго), подруга и однокурсница Ольги Николаевны, сотрудник института культуры (сезоны 6—7)
- Татьяна Васильева — Виктория Викторовна, мать Ларисы Буханкиной, тёща Митяя (сезон 6, серия 10)
- Владимир Виноградов — Сергей Петрович, бизнесмен (сезон 6, серия 13)
- Ахтем Сейтаблаев — Мурат Владиленович, хозяин отеля (сезон 6, серия 16)
- Михаил Богдасаров — продюсер Тигран Меликян (сезон 7, серия 1)
- София Кравчук — Надежда Дмитриевна Буханкина, дочь Митяя и Ларисы (сезон 7, серия 7)
- Вахтанг Кикабидзе — князь Георгий Габриадзе (сезон 7, серия 2)
- Ольга Медынич — архивариус (сезон 7, серия 2)
- Джемал Тетруашвили — экскурсовод (сезон 7, серия 2)
- Марина Есипенко — Кейт, мать Джека, англичанка (сезон 7)
- Йорг Муккадам — Шон, отец Джека, англичанин (сезон 7)
- Дарья Рыбак — Валентина в молодости (сезон 7); ранее — Олеся Купцова, соседка Жени Ковалёвой в общежитии (сезон 6, серия 11)
- Виктор Добронравов — Иван в молодости (сезон 7); ранее — милиционер, задерживающий Ивана Будько (сезон 4, серия 4)
- Юрий Шамлюк — Митяй в молодости (сезон 7, серия 6)
- Станислав Боклан — Пётр Михайлович, отец Валентины Будько (сезон 7, серия 6)
- Юлианна Михневич — Людмила Васильевна, мать Валентины Будько (сезон 7, серия 6)
- Мария Тарасова — Маша Будько в детстве (сезон 7)
- Дарья Петрожицкая — Вера Николаевна, учительница Маши Будько (сезон 7)
- Марина Грицук — Светлана Рыбкина, свадебный агент (сезон 7, серия 8, 9)

### Приглашённые знаменитости
- Владимир Турчинский — камео в магазине (сезон 1)
- Филипп Киркоров — камео, певец, почётный гость винодельческого комбината «Массандра» (сезон 4, серия 13, Новогодние сваты)[42]
- Александра Савельева — камео, певица (Новогодние сваты)
- Сергей Лазарев — камео, певец (Новогодние сваты)
- Асия Ахат — камео, музыкант (Новогодние сваты)
- Жанна Фриске — камео, певица (Новогодние сваты)
- Город 312 — камео, группа (Новогодние сваты)
- Авраам Руссо — камео, певец (Новогодние сваты)
- Сосо Павлиашвили — камео, певец (Новогодние сваты)
- Потап — камео, певец (Новогодние сваты)
- Анастасия Стоцкая — камео, певица (Новогодние сваты)
- Юрий Аскаров — камео, ведущий программы (Новогодние сваты)
- Ани Лорак — камео, певица (Новогодние сваты)
- Сергей Зверев — камео, певец (Новогодние сваты)
- Олег Митяев — камео, певец (сезон 7, серия 9)

## Сезоны
| Сезон          | Сезон                    | Количество серий | Оригинальная дата показа | Оригинальная дата показа | Режиссёры                            |
| Сезон          | Сезон                    | Количество серий | Премьера сезона          | Финал сезона             | Режиссёры                            |
| -------------- | ------------------------ | ---------------- | ------------------------ | ------------------------ | ------------------------------------ |
|                | 1                        | 2                | 28 декабря 2008          | 29 декабря 2008          | Юрий Морозов                         |
|                | 2                        | 2                | 10 ноября 2009           | 11 ноября 2009           | Андрей Яковлев                       |
|                | 3                        | 12               | 11 ноября 2009           | 26 ноября 2009           | Андрей Яковлев и Эдуард Радзюкевич   |
|                | 4                        | 16               | 15 ноября 2010           | 30 ноября 2010           | Андрей Яковлев                       |
|                | 5                        | 16               | 5 декабря 2011           | 22 декабря 2011          | Андрей Яковлев                       |
|                | 6                        | 16               | 11 марта 2013            | 22 марта 2013            | Андрей Яковлев                       |
|                | 7                        | 9                | 20 декабря 2021          | 30 декабря 2021          | Андрей Яковлев                       |
| Другие проекты |                          |                  |                          |                          |                                      |
|                | «Новогодние сваты»       | 1                | 1 января 2011            | 1 января 2011            | Евгений Бедарев                      |
|                | «Байки Митяя»            | 20               | 6 февраля 2012           | 20 февраля 2012          | Алексей Кирющенко                    |
|                | «Сваты у плиты»          | 31               | 2012                     | 2013                     | Андрей Дончак                        |
|                | «Сваты: Жизнь без грима» | 8                | 2011                     | 2011                     | Сергей Долбилов                      |
|                | «Сваты 6: За кадром»     | 4                | 2013                     | 2013                     | Андрей Яковлев                       |
|                | «Сватики»                | 20               | 2016                     | 2016                     | Владимир Левковский; Валерия Малкова |

## Музыка сериала
Музыкальные композиции, исполненные в сериале актёрами:
- «Лето поменяло географию» (исполняет Фёдор Добронравов) — заставка 3 сезона[43]
- «Два билета в лето» (автор Андрей Ильков, композитор Александр Удовенко, исполняют Людмила Артемьева и Фёдор Добронравов) — заставка 4 сезона
- «Занавесочки» (автор и композитор Михаил Максимов, исполняют Фёдор Добронравов, Татьяна Кравченко, Людмила Артемьева и Анатолий Васильев) — 6 серия 4 сезона[44]
- «Цветочек» (автор Андрей Ильков, композиторы Андрей Ильков и Александр Удовенко, исполняют Анна Саливанчук и София Стеценко) — 10 серия 4 сезона[45] и 5 серия 5 сезона (инструментал)
- «Где же ты был?» (авторы Андрей Ильков и Дмитрий Козлов, композитор Александр Удовенко, исполняют Олеся Железняк и Николай Добрынин) — 14 серия 4 сезона и 7 серия 7 сезона (аранжировка)
- «Ну и пусть» (автор и композитор Андрей Ильков, исполняют Фёдор Добронравов, Людмила Артемьева, Николай Добрынин, Анатолий Васильев, Татьяна Кравченко и София Стеценко) — финальная песня 4 сезона[46]
- «Побег в лето» (исполняет Фёдор Добронравов) — заставка 5 сезона
- «My Ariel» (исполняют Александр Удовенко и Анна Кошмал (группа «Night Angel»)) — 3 серия 5 сезона[47]
- «Клён» (авторы музыки Юрий Акулов и Леонтий Шишко, исполняет Фёдор Добронравов, бэк-вокал — Татьяна Кравченко, Олеся Железняк, Людмила Артемьева и Александр Феклистов) — 12 серия 5 сезона[48]
- «Мой календарь» (композитор Александр Удовенко, поэт Дмитрий Козлов, исполняют Фёдор Добронравов и Анна Кошмал) — финальная песня 5 сезона[49]
- «Всё повторится» (композитор Александр Удовенко, поэт Александр Брагин, исполняют Фёдор Добронравов и Анна Кошмал) — заставка 6 сезона
- «Сны» (композитор Александр Удовенко, поэт Дмитрий Козлов, исполняет Анна Кошмал) — 5 серия 6 сезона[50]
- «Мне ни к чему гадания» (автор Дмитрий Козлов, композитор Александр Удовенко, исполняет Людмила Артемьева) — 5 серия 6 сезона[51]
- «Песня про хлеб» (исполняет Фёдор Добронравов и другие) — 8 серия 6 сезона[52]
- «Мой маленький оркестр» (исполняет Анна Кошмал) — 11 серия 6 сезона[53]
- «Бабье лето» (исполняет Фёдор Добронравов) — 12 серия 6 сезона
- «Я без тебя никто» (исполняют Анна Кошмал и Андрей Бирин) — 13 серия 6 сезона[54]
- «Упал последний лист» (исполняет Фёдор Добронравов) — 14 серия 6 сезона[55]
- «Буковель» (исполняют Фёдор Добронравов, Александр Феклистов, Татьяна Кравченко, Анна Кошмал, Марина Сердешнюк, Костя Чернокрылюк, Аня Полищук) — 16 серия 6 сезона[56]
- «Радостная грусть» (композитор Александр Удовенко, поэт Дмитрий Козлов, исполняют Фёдор Добронравов и Анна Кошмал) — финальная песня 6 сезона[57]
- «Ну, привет!» (исполняют Фёдор Добронравов и Анна Кошмал) — заставка 7 сезона[58]
- «Gangsta Blues» (исполняет Анна Кошмал и Андрей Бирин) — 1 серия 7 сезона[59]
- «Поручик» (исполняет Олег Митяев) — 4 серия 7 сезона[60]
- «Дождь в саду» (исполняет Олег Митяев) — 7 серия 7 сезона[61]
- «Повзрослели наши дети» (исполняет Олег Митяев) — финальная песня 7 сезона[62]

В 5-й серии 3-го сезона Юрий Анатольевич (Анатолий Васильев) в душе напевает песню Марка Бернеса «Песня моего друга».

## Факты
- По сюжету непонятно, в какой стране живут сваты — в России или на Украине. Так, по мнению одного из сценаристов сериала Андрея Илькова, они живут «в Советском Союзе»[63]. В самом сериале герои пользуются российскими рублями и паспортами, а на государственных учреждениях развешаны российские флаги. В первом сезоне на автомобилях главных героев установлены украинские номера, а в последующих сезонах — российские.
- Юрия Анатольевича должен был играть Александр Феклистов, но из-за своего графика актёр не смог принять участие в проекте. На эту роль нашли другого актёра — Анатолия Васильева[64]. Александр Феклистов появился в сериале позже в роли Александра Александровича Берковича.
- Анна Кошмал училась играть на гитаре непосредственно на съёмках, учил её Фёдор Добронравов[65].

## Награды и номинации
| Награды и номинации | Награды и номинации                   | Награды и номинации                                                                      | Награды и номинации | Награды и номинации |
| Год                 | Награда                               | Категория                                                                                | Номинант | Результат           |
| ------------------- | ------------------------------------- | ---------------------------------------------------------------------------------------- | --- | ------------------- |
| 2010                | Телетриумф                            | Телевизионный художественный сериал                                                      | «Сваты 3» | Победа              |
| 2010                | Телетриумф                            | Сценарист (сценарная группа) телевизионного фильма/мини-сериала/сериала                  | Андрей Яковлев, Михаил Савин, Андрей Ильков, Тимофей Саенко, Юрий Микуленко, Юрий Пойманов, Алексей Жиленков (т/с «Сваты 3»)                                                                    | Победа              |
| 2010                | Телетриумф                            | Режиссёр/постановщик (режиссёрская группа) телевизионного художественного фильма/сериала | Андрей Яковлев (т/с «Сваты 3») | Победа              |
| 2010                | Телетриумф                            | Продюсер (продюсерская группа) телевизионного фильма/сериала                             | Борис Шефир, Сергей Шефир, Владимир Зеленский, Сергей Созановский, Андрей Яковлев (т/с «Сваты 3»)                                                                                               | Победа              |
| 2010                | Телетриумф                            | Актриса телевизионного фильма/сериала (исполнительница женской роли)                     | Людмила Артемьева (т/с «Сваты 3») | Победа              |
| 2010                | Телетриумф                            | Актёр телевизионного фильма/сериала (исполнитель мужской роли)                           | Фёдор Добронравов (т/с «Сваты 3») | Победа              |
| 2011                | Телетриумф                            | Телевизионный художественный сериал                                                      | «Сваты 4» | Победа              |
| 2011                | Телетриумф                            | Сценарист (сценарная группа) телевизионного фильма/мини-сериала/сериала                  | Андрей Яковлев, Алексей Жиленков, Андрей Ильков, Михаил Савин, Юрий Микуленко, Юрий Пойманов, Тимофей Саенко, Александр Брагин, Андрей Авсеюшкин (т/с «Сваты 4»)                                | Победа              |
| 2011                | Телетриумф                            | Режиссёр/постановщик (режиссёрская группа) телевизионного художественного фильма/сериала | Андрей Яковлев (т/с «Сваты 4») | Победа              |
| 2011                | Телетриумф                            | Продюсер (продюсерская группа) телевизионного фильма/сериала                             | Андрей Яковлев, Владимир Зеленский, Сергей Шефир, Борис Шефир (т/с «Сваты 4») | Номинация           |
| 2011                | Телетриумф                            | Актриса телевизионного фильма/сериала (исполнительница женской роли)                     | Татьяна Кравченко (т/с «Сваты 4») | Победа              |
| 2011                | Телетриумф                            | Актёр телевизионного фильма/сериала (исполнитель мужской роли)                           | Николай Добрынин (т/с «Сваты 4») | Номинация           |
| 2012                | Телетриумф                            | Телевизионный художественный сериал                                                      | «Сваты 5» | Номинация           |
| 2012                | Телетриумф                            | Телевизионный ситком/скетчком                                                            | «Байки Митяя» | Победа              |
| 2012                | Телетриумф                            | Телевизионный документальный фильм/цикл                                                  | «Сваты: жизнь без грима» | Победа              |
| 2012                | Телетриумф                            | Сценарист (сценарная группа) телевизионного фильма/мини-сериала/сериала                  | Андрей Яковлев, Андрей Ильков, Алексей Жиленков, Михаил Савин, Юрий Микуленко, Юрий Пойманов, Тимофей Саенко, Александр Брагин, Дмитрий Козлов, Дмитрий Григоренко, Юрий Костюк (т/с «Сваты 5») | Победа              |
| 2012                | Телетриумф                            | Режиссёр/постановщик (режиссёрская группа) телевизионного художественного фильма/сериала | Андрей Яковлев (т/с «Сваты 5») | Победа              |
| 2012                | Телетриумф                            | Режиссёр/постановщик (режиссёрская группа) телевизионного документального фильма         | Сергей Долбилов (д/ф «Сваты: жизнь без грима») | Победа              |
| 2012                | Телетриумф                            | Продюсер (продюсерская группа) телевизионного фильма/сериала                             | Андрей Яковлев, Владимир Зеленский, Сергей Шефир, Борис Шефир (т/с «Сваты 5») | Номинация           |
| 2012                | Телетриумф                            | Актриса телевизионного фильма/сериала (исполнительница женской роли)                     | Анна Кошмал (т/с «Сваты 5») | Номинация           |
| 2012                | Телетриумф                            | Актёр телевизионного фильма/сериала (исполнитель мужской роли)                           | Александр Игнатуша (т/с «Байки Митяя») | Номинация           |
| 2013                | Телетриумф                            | Телевизионный художественный сериал                                                      | «Сваты 6» | Номинация           |
| 2013                | Телетриумф                            | Сценарист (сценарная группа) телевизионного фильма/мини-сериала/сериала                  | Андрей Яковлев, Алексей Жиленков, Андрей Ильков, Юрий Микуленко, Михаил Савин, Юрий Пойманов, Тимофей Саенко, Алексей Жук, Андрей Нестеров (т/с «Сваты 6»)                                      | Победа              |
| 2013                | Телетриумф                            | Режиссёр/постановщик (режиссёрская группа) телевизионного художественного фильма/сериала | Андрей Яковлев (т/с «Сваты 6») | Номинация           |
| 2013                | Телетриумф                            | Композитор телевизионного художественного фильма/сериала                                 | Александр Удовенко (т/с «Сваты 6») | Номинация           |
| 2013                | Телетриумф                            | Продюсер (продюсерская группа) телевизионного фильма/сериала                             | Андрей Яковлев, Владимир Зеленский, Сергей Шефир, Борис Шефир (т/с «Сваты 6») | Номинация           |
| 2013                | Телетриумф                            | Актриса телевизионного фильма/сериала (исполнительница женской роли)                     | Анна Кошмал (т/с «Сваты 6») | Номинация           |
| 2009                | Телезвезда                            | Любимый актёр                                                                            | Фёдор Добронравов | Победа              |
| 2009                | Телезвезда                            | Открытие года                                                                            | София Стеценко | Победа              |
| 2011                | Телезвезда                            | Любимый мини-сериал                                                                      | «Сваты 5» | Победа              |
| 2011                | Телезвезда                            | Любимая актриса                                                                          | Людмила Артемьева | Победа              |
| 2013                | Телезвезда                            | Любимый мини-сериал                                                                      | «Сваты 6» | Победа              |
| 2013                | Телезвезда                            | Любимый актёр                                                                            | Фёдор Добронравов | Победа              |
| 2013                | Телезвезда                            | Любимая актриса                                                                          | Татьяна Кравченко | Победа              |
| 2012                | Телевизионный фестиваль в Монте-Карло | Приз международной аудитории                                                             | «Сваты» | Номинация           |
| 2014                | Телевизионный фестиваль в Монте-Карло | Приз международной аудитории                                                             | «Сваты» | Номинация           |
| 2015                | Телевизионный фестиваль в Монте-Карло | Приз международной аудитории                                                             | «Сваты» | Номинация           |
| 2017                | Телевизионный фестиваль в Монте-Карло | Приз международной аудитории                                                             | «Сваты» | Номинация           |

## Рейтинги сериала
Серия комедийных фильмов и сериалов «Сваты» получила высокие рейтинги как на Украине, так и в России и Беларуси.
Так, 1 серию 4 сезона сериала на телеканале «Интер» смотрела треть телезрителей Украины, благодаря чему сериал стал лучшей программой дня, обогнав телесериал «Обручальное кольцо».
6 сезон стал самым рейтинговым продуктом украинского телевидения в 2013 году по аудитории от 18 до 54 лет в городах всей Украины. Средний рейтинг сериала по этой аудитории составил 11,4 %, доля 29,2 % зрителей. По аудитории 18-54 в городах с населением от 50 тыс. человек и выше рейтинг шестого сезона «Сватов» составлял 9,3 %, доля 26,4 % зрителей. В среднем каждую серию сериала смотрели более 4 млн украинских зрителей. Из-за запрета «Сватов» к трансляции на Украине телеканал «1+1» потерял около 15 % рейтингов.
Согласно опросам ВЦИОМ, «Сваты» стали самым популярным среди россиян телесериалом в 2011 году — 12 % опрошенных назвали его лучшим сериалом года. «Сваты» также входили в число наиболее популярных сериалов по итогам 2009, 2010, 2013, 2021 годов.

## Адаптации
- В 2014 году в Казахстане была снята собственная адаптированная версия «Сватов» — сериал «Кудалар»[81].
- В 2019 году в Латвии начался показ собственной адаптации «Сватов» — «Radiņi[латыш.]».
- 23 июня 2022 года в Польше стартовали съёмки собственной адаптации «Сватов» — Swaci, её показ начался в 2023 году.